# Padež (Kolašin)
Pour les articles homonymes, voir Padež.
Padež (en serbe cyrillique : Падеж) est un village du centre du Monténégro, dans la municipalité de Kolašin.

## Démographie

### Évolution historique de la population
| 1948 | 1953 | 1961 | 1971 | 1981 | 1991 | 2003 |
| ---- | ---- | ---- | ---- | ---- | ---- | ---- |
| 65   | 70   | 48   | 40   | 30   | 6    | 4    |